# Garcinia hanburyi

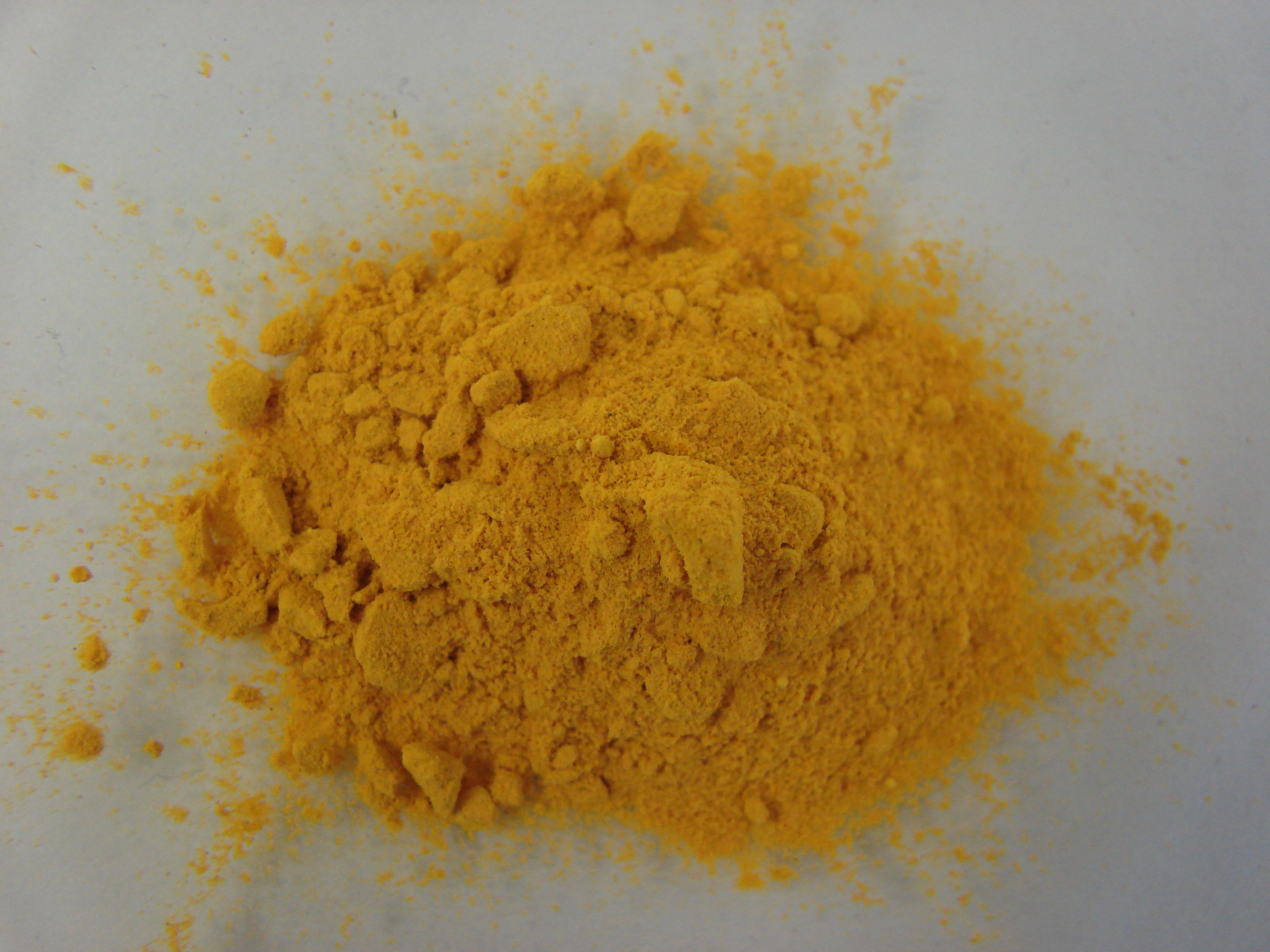
Gommagutta in polvere

Garcinia hanburyi Hook.f., 1875 è una pianta appartenente della famiglia delle Clusiacee, diffusa nel sudest asiatico.
Raggiunge i 20 m di altezza, la gommoresina ottenuta dal fusto e dai rami è detta gutta.
Ha proprietà purganti gastriche limitate all'uso veterinario.